# إلين هارتمان
إلين هارتمان (بالسويدية: Ellen Hartman) هي ممثلة سويدية، ولدت في 31 يوليو 1860 في Jakob and Johannes parish ‏ في السويد، وتوفيت في 4 يناير 1945 في Hedvig Eleonora Parish ‏ في السويد. من الجوائز التي نالتها ميدالية الآداب والفنون ‏ سنة 1886.

## جوائز
- ميدالية الآداب والفنون [الإنجليزية]‏ (1886)

## وصلات خارجية
- إلين هارتمان على موقع IMDb (الإنجليزية)